# Isabel Olmos Sánchez
Isabel Olmos Sánchez, també coneguda com Isa Olmos, (Torrent, 11 de setembre de 1976) és una periodista valenciana, sotsdirectora de Levante-EMV des de l'any 2014.
Comença a treballar al Gabinet de Premsa de l'Ajuntament de Godella. L'any 1999 s'incorpora com a col·laboradora al diari Levante, a la corresponsalia de Torrent i l'Horta. Allí treballa com a redactora fins a 2008. Posteriorment, fou directora d'informatius de Levante TV (2008-2014) i presentadora del programa de debat polític setmanal Raonem. i des de juny de 2014, sotsdirectora del periòdic.